# Hans Weidel
Hans Weidel, Neustadt, Alta Silesia, 19 de julio de 1903 -Verl, septiembre de 1985), fue un abogado alemán, activista nazi y juez militar.

## Biografía
Weidel nació en Neustadt, Alta Silesia (el actual Prudnik, en Polonia). Estudió leyes en Múnich y Breslau. En 1931 obtuvo el doctorado en la  Universidad Silesiana Federico Guillermo con una memoria sobre Las objeciones derivadas del derecho de posesión según el artículo 986 del Código Civil alemán (BGB) Ingresó al partido nazi en 1932, y en julio del mismo año se hizo asesor judicial en Leobschütz (Głubczyce). Más tarde comenzó a trabajar como abogado. Fue miembro de la SS desde enero de 1933. Fue ascendido al rango de Oberscharführer en Oppeln. También fue miembro de la Liga Nacional para la Protección contra Ataques Aéreos, la Federación Alemana del Este, la Liga Colonial del Reich, la Liga de Kyffhäuser y del Bienestar Social Nacionalsocialista.

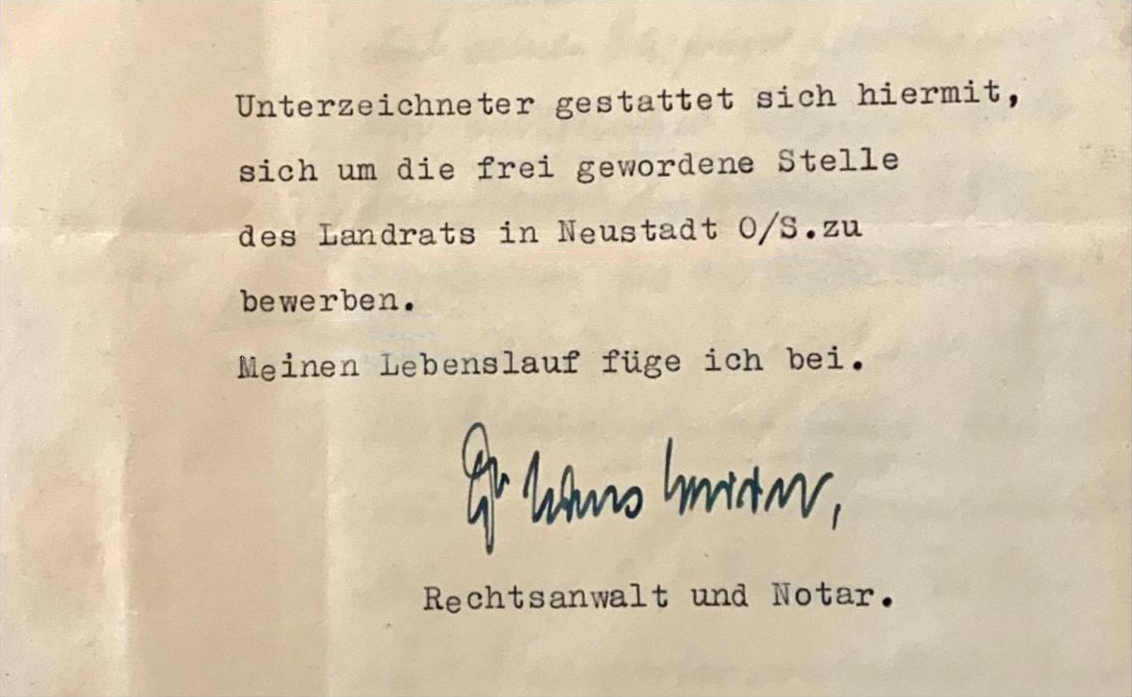
Postulación de Weidel al cargo de Landrat en Neustadt (Prudnik)

Como "partidario leal del movimiento nazi" se postuló al cargo de jefe de distrito en Neustadt (el entonces distrito de Neustadt en Alta Silesia, actual Condado de Prudnik) en febrero de 1937. Abrió su bufete cerca del edificio del ayuntamiento. Adquirió acciones de la cervecera local, así como una fábrica de cemento abandonada, donde habilitó pisos y daba bodegas en ar.

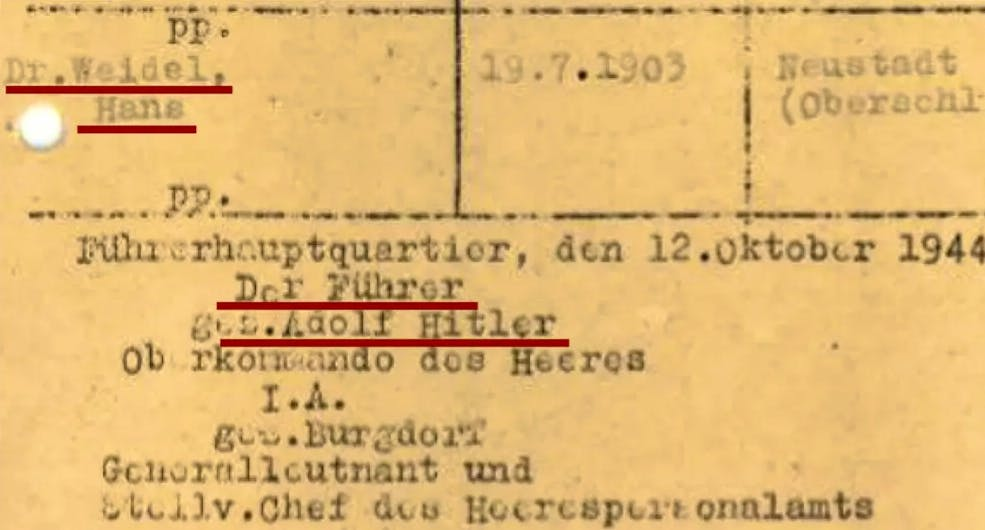
Nombramiento de Weidel como Juez Militar Superior

Weidel se incorporó al ejército alemán al comienzo de la Segunda Guerra Mundial. En marzo de 1941, recibió formación como juez militar en la Varsovia ocupada por los nazis. En julio de 1941 asumió como juez militar en la comandancia de Varsovia. El 12 de octubre de 1944, Adolf Hitler le nombró Juez Militar Superior (Oberstabsrichter). Fue responsable de sentenciar a los opositores al régimen nazi.
En mayo de 1945, se estableció en Gütersloh, Westfalia, con su familia. En noviembre de 1948, el tribunal de la ocupación británica en Bielefeld entabló una causa contra Weidel por "pertenencia a una organización criminal". Él se defendió sosteniendo que su participación en la política nazi había sido insignificante y que se había unido al partido nazi y a las SS en primavera de 1933. En verdad, él había ingresado a esas organizaciones antes de que Hitler asumiera el poder. Durante la era nazi, declaró su lealtad al Partido Nacionalsocialista Obrero Alemán: "Incluso antes de las elecciones de septiembre de 1930 voté por los nacionalsocialistas y participé activamente en la propaganda electoral del movimiento". Durante una audiencia en 1948, Weidel afirmó no tener conocimiento del trato que los nazis daban a los judíos ni de los crímenes de las SS. Los fiscales cerraron el caso contra Weidel, alegando falta de pruebas.
Abrió un bufete de abogados en Gütersloh. Se convirtió en dirigente de la Liga de los Expulsados local y buscó compensación por sus propiedades abandonadas en  Alta Silesia. En los años de 1970, las autoridades policiales de Renania del Norte-Westfalia y de Hamburgo reabrieron las investigaciones sobre Weidel, pero finalmente no lo procesaron.

## Vida privada
En octubre de 1936 se casó con Lucie Plüme, una profesora de la clase para niñas en la escuela agrícola de Neustadt, Ella también era miembro del NSDAP. Su nieta, Alice Weidel, es diputada y copresidente del partido de extrema derecha Alternativa para Alemania y de su grupo parlamentario.